# Troleibuzele din Constanța

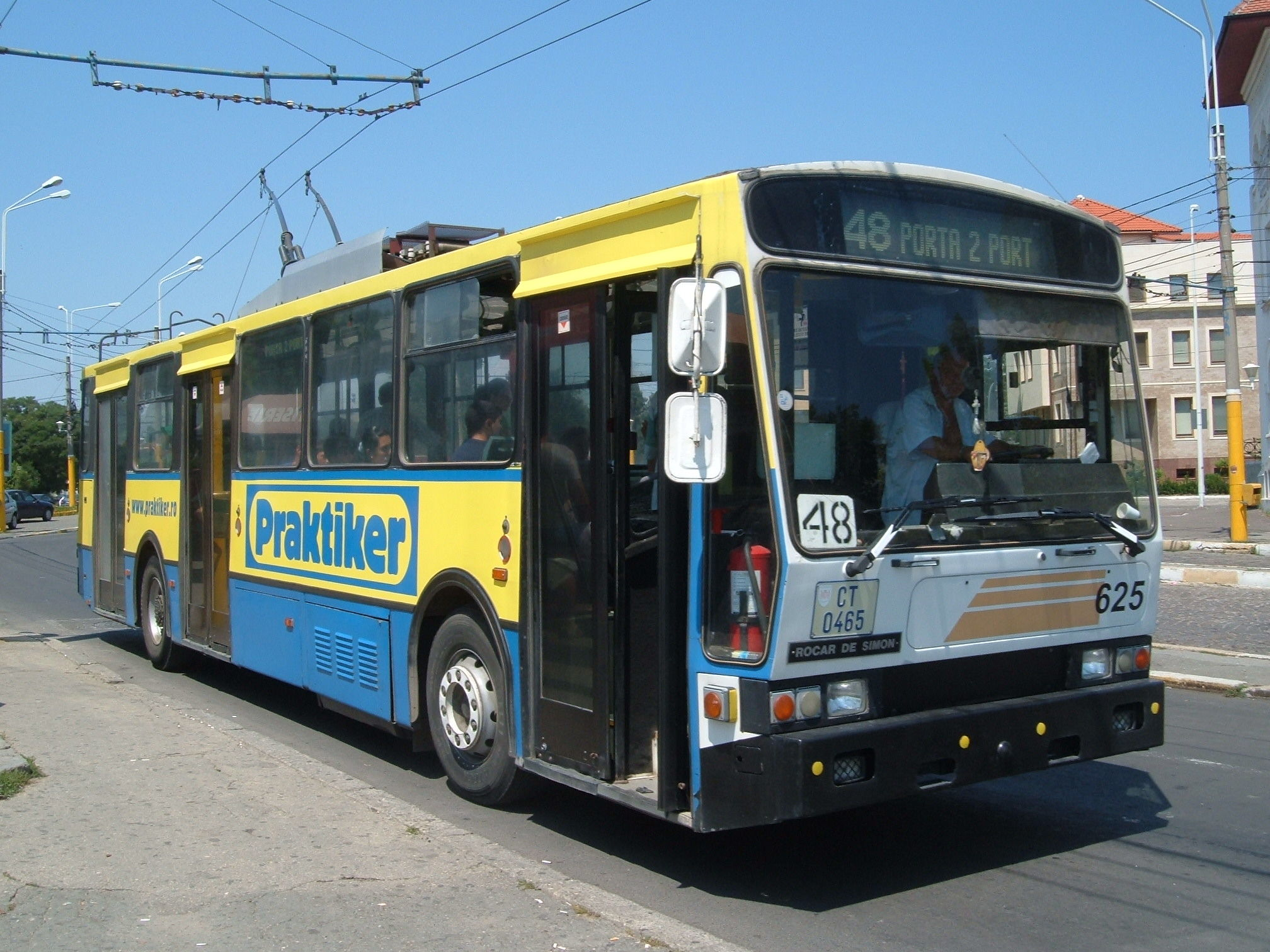
Troleibuz Rocar De Simon 4112E-825 pe linia 48

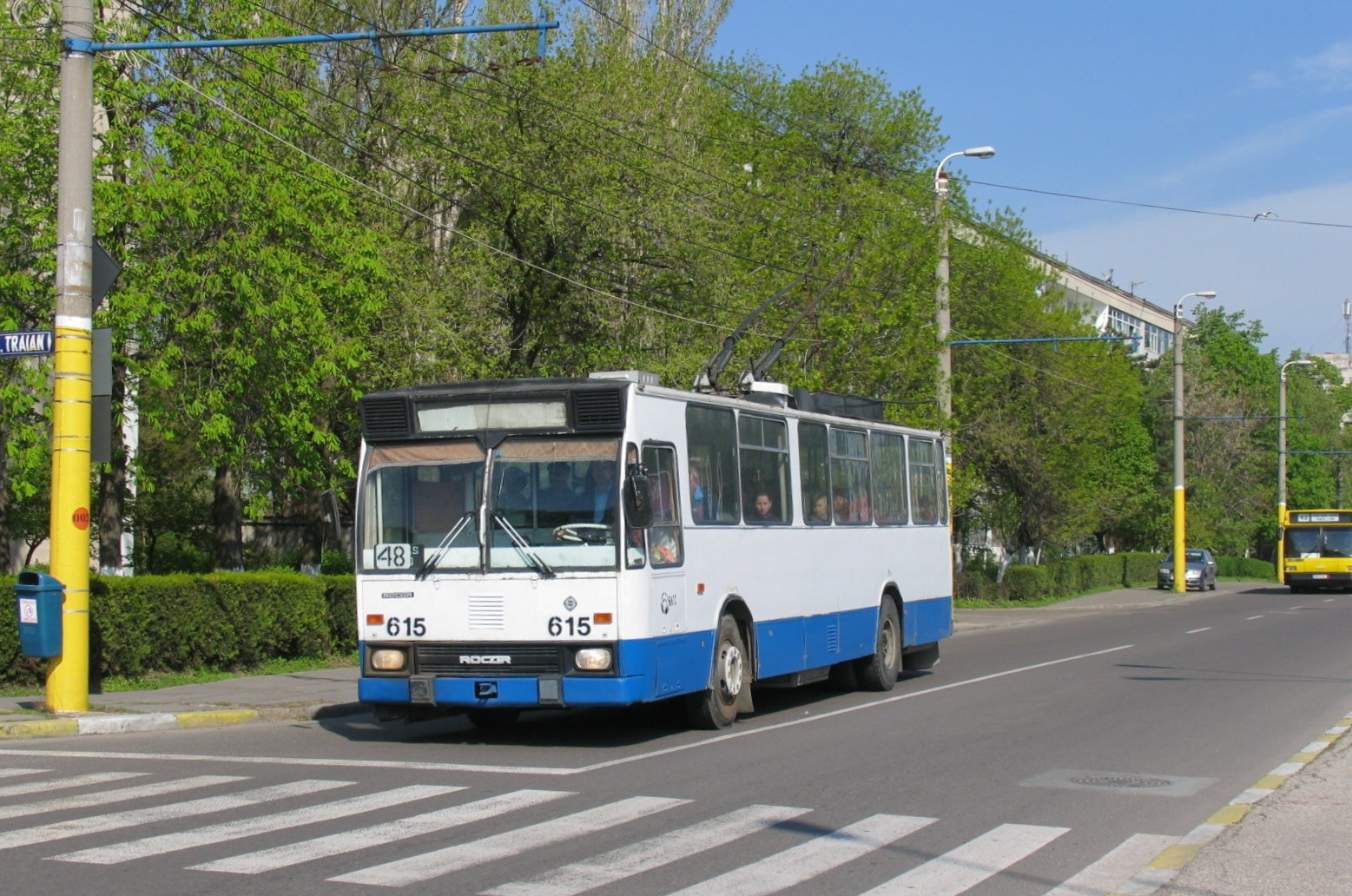
Troleibuz Rocar DAC 212E

Troleibuzul în Constanța a fost o rețea de transport electric din municipiul Constanța, județul Constanța, inaugurată în 1959, desființată aproape complet în 2004 și închisă definitiv în 2010. De-a lungul timpului, această rețea a avut mai multe linii. În anul 1999, rețeaua de troleibuz din Constanța număra 11 linii și anume:
- 40 Gară - Centru - Pescărie
- 41 Gară - Centru - Mamaia
- 42 Tomis Nord - Centru - Poarta 2 Port
- 42B Tomis Nord - Centru - Poarta 1
- 43 Tomis Nord - Centru - Gară
- 44 Energia - Poarta 1
- 47 Mamaia - Pescărie
- 48 Poarta 2 Port - CFR Palas
- 48B CFR Palas - Gară
- 49 COMAT - Poarta 1
- 51 Inel II - Poarta 1

## Începutul
În anul 1959 a luat ființă prima linie de troleibuz din Constanța, aceasta fiind linia 20, care făcea legătura între Gara Constanța și Pescărie. Această linie măsura 10,4 km. cale simplă. În următorii ani au fost înființate și alte linii de troleibuz, astfel, în 1966, conform Litoralul românesc, Mic îndreptar turistic, Editura Meridiane, liniile erau acestea:
- 20 Gară-Bulevardul Republicii-Strada Mircea cel Bătrân-Bulevardul V.I.Lenin-Pescărie
- 21 Gară-Bulevardul Republicii-Strada Mircea cel Bătrân-Bulevardul V.I.Lenin-Pescărie-Mamaia
- 22 Pescărie-Bulevardul V.I.Lenin-Bulevardul I.Gh.Duca-Bulevardul Republicii-Gară
- 23 Gară-Bulevardul Republicii-Strada Mircea cel Bătrân-Strada Ion Rațiu-Bulevardul Tomis-Tomis IV
- 24 Mamaia-Pescărie-Bulevardul V.I.Lenin-Bulevardul I.Gh.Duca-Bulevardul Republicii-Gară

Două dintre aceste trasee de troleibuz (21 și 24) erau funcționale numai de sezon. Traseele erau deservite de troleibuze TV 2E și TV 20E (TV=Tudor Vladimirescu). În 1969 ITC avea în dotare 109 troleibuze.

## Anii 1970-1980
În anii 1970 s-a făcut renumerotarea traseelor de troleibuz și astfel, prima cifră (2) s-a înlocuit cu 4. Linia 20 a devenit linia 40, linia 21 a devenit linia 41 și linia 23 a devenit linia 43, prelungită din Tomis IV în Tomis Nord. Au fost desființate liniile care mergeau dinspre Bulevardul I.Gh.Duca spre Gară, adică liniile 22 și 24, devenite 42 și 44. În 1980 s-au mai înființat și alte linii de troleibuz, în 1989 existând în Constanța 13 linii. Atunci au început să se fabrice și troleibuze DAC 112E, DAC 117E, dar și DAC 212E, DAC 217E sau DAC 412E. Liniile de troleibuz din municipiul Constanța, în 1989, erau următoarele:
- 40 Gară-Centru-Pescărie
- 41 Gară-Centru-Mamaia
- 42 Tomis Nord-Centru-Poarta 2 Port
- 43 Tomis Nord-Centru-Gară
- 44 Energia-Poarta 1 Port
- 45 Tomis Nord-Piața Chiliei-Centru
- 46 Tomis Nord-Spitalul Județean
- 47 Mamaia-Pescărie
- 48 CFR Palas-Poarta 2 Port
- 48B CFR Palas-Gară
- 49 Strada Interioară 3-Poarta 1 Port
- 50 Gară-Poarta 1 Port
- 51 Inel II-Poarta 1 Port

Inițial, troleibuzele 42 și 48 aveau capătul de linie la Poarta 1, iar troleibuzele 44, 49 și 51 aveau capăt de linie la Poarta 2. Mai târziu, s-a făcut o inversare a capetelor de linie între aceste linii, troleibuzele 42 și 48 întorcând la Poarta 2 și troleibuzele 44, 49 și 51 întorcând la Poarta 1.
După 1989, a fost dată în folosință o altă linie de troleibuz, 42B, care făcea legătura între Institutul de Proiectări și Poarta 1. Este desființată linia 45, dar la scurt timp este reînființată cu traseul Tomis Nord-Patinoar. Treptat, sunt desființate și liniile 45, 46 și 50. După înființarea lui 42B, este înființată și linia 43B, cu traseul Gară-Institut Proiectări.

## Liniile 42, 43 și 45, linii surori
Liniile de troleibuz 42 și 43 erau linii surori. Aveau același traseu până pe Bulevardul Mamaia, unde troleibuzul 43 vira stânga pe strada Răscoala din 1907, iar troleibuzul 42 pe strada Mihai Viteazul. Apoi, troleibuzul 42 întorcea la Poarta 2, iar troleibuzul 43 la Gară. Însă linia 42 era soră și cu linia 45, pe vremea cănd aceasta avea capătul de linie în Piața Unirii. Liniile 42 și 45 provin din două foste linii de autobuz, 8 și 22, și ele linii surori.

### Linia 8
Traseul liniei 8 era următorul:
Poarta 2 Port-Strada Traian-Strada Negru-vodă-Strada Mircea cel Bătrân-Strada Nicolae Iorga-Strada Maramureș-Strada Războieni-Strada Chiliei-Strada Soveja-Bulevardul Alexandru Lăpușneanu-Strada Sucevei-Strada Cișmelei-Tomis Nord

### Linia 22
Traseul liniei 22 era:
Poarta 1 Port-Strada Marinarilor-Strada Traian-Strada Mihai Viteazul-Bulevardul Mamaia-Bulevardul Tomis-Bulevardul Alexandru Lăpușneanu-Strada Sucevei-Strada Cișmelei-Tomis Nord
Liniile de autobuz 8 și 22 au fost desființate în 1980, cănd au fost înlocuite cu liniile de troleibuz 45, respectiv 42. Capătul de linie al troleibuzului 45 a fost însă mutat de la Poarta 2 în Piața Unirii. La reorganizarea traseelor IJTL din 1985, autobuzul 22 a fost reînființat, de data aceasta cu traseul Tomis III-Ovidiu-Năvodari, traseu desființat și el în 2001.

## Liniile 48, 49 și 51, linii surori
Liniile de troleibuz 49 și 51 au fost și ele linii surori. Aveau porțiune de linie comună până la intersecția străzilor Dezrobirii și Eliberării. Aici, troleibuzul 51 înainta pe strada Eliberării până la Halta Traian, iar troleibuzul 49 vira stânga pe strada Dezrobirii (pe lângă fosta linie de tramvai 102), apoi vira dreapta pe Bulevardul I.C.Brătianu, linie comună cu troleibuzele 48 și 48B, din nou dreapta pe strada Alba-Iulia, dreapta pe strada Verde, dreapta pe strada Nicolae Filimon și stânga pe strada Interioară 3. Linia 49 era soră totuși și cu linia 48, ambele făcând legătura între Portul Constanța și vestul orașului. Liniile 48 și 49 provin, ca și liniile 42 și 45, din două foste linii de autobuz, linii surori, 4 și 27.

### Linia 4
Traseul liniei 4 era:
Poarta 1 Port-Strada Marinarilor-Strada Traian-Strada Mihai Viteazul-Strada Constantin Brătescu-Bulevardul I.Gh.Duca-Bulevardul Ferdinand-Bulevardul I.C.Brătianu-Palas.

### Linia 27
Traseul liniei 27 era:
Poarta 1 Port-Strada Marinarilor-Strada Traian-Strada Mihai Viteazul-Strada Constantin Brătescu-Bulevardul I.Gh.Duca-Bulevardul I.L.Caragiale-Bulevardul I.C.Brătianu-Strada Alba-Iulia-Strada Verde-Strada Nicolae Filimon-Strada Interioară 3.
Liniile de autobuz 4 și 27 au fost desființate în 1985, fiind înlocuite cu liniile de troleibuz 48 și 49. La reorganizarea traseelor IJTL din 1985, autobuzele 4 și 27 a căpătat traseele Gară-Fabrica de Oxigen, respectiv Tomis III-Nazarcea. Traseul 27 a fost desființat în 2001 și traseul 4 în 2004. 

## Linia 44
Linia de troleibuz 44 provine dintr-o fostă linie de autobuz, linia 14. Linia 44 avea traseul: Bariera C.F.R - Energia - Facultativa - Orizont - Institutul Marina - Frunzelor - Rasuri - Poporului - Balada - Scoala 13 - Mag. Tomis - Poarta 2 Port - Facultativa - Poarta 1 Port.

## Declinul
În anul 2003, prin programul De reabilitare a transportului public inițiat de primarul Radu Mazăre, se renunță la majoritatea liniilor de troleibuz din Constanța și se înlocuiesc cu linii de autobuz. Pe traseu nu au mai ieșit decât 48 și 48B.

## Sfârșitul
Pe data de 4 decembrie 2010, ultimele două linii de troleibuz din Constanța, 48 și 48B, au fost desființate și înlocuite cu linii de autobuz, deservite de autobuze MAZ 103. La scurt timp după aceasta, linia de autobuz 48B a fost și ea desființată, pe motiv de nerentabilitate.
}

## Garnituri
- TV 2E
- DAC 112E
- DAC 212E
- DAC 217E
- DAC 117E
- ROCAR DE SIMON 412E

## Foste, dar înlocuite
- 40(Înlocuit de 5-40)
- 42
- 43(Înlocuit de 2-43)
- 44 (cu traseu prelungit de la Energia până la Complexul Soveja)
- 48
- 51
- 47 (Înlocuit de 47M și traseu prelungit de la Pescărie la Campus Universitar)

## Foste
- 41
- 42B
- 43B
- 45
- 46
- 48B
- 49
- 50